# 6058 Карлнільсен
6058 Карлнільсен (6058 Carlnielsen, тимчасові позначення 1978 VL5, 1974 OM, 1981 UF13) — астероїд головного поясу, відкритий 7 листопада 1978 року.
Тіссеранів параметр щодо Юпітера — 3.620.